# Janirella caribbica
Janirella caribbica is een pissebed uit de familie Janirellidae. De wetenschappelijke naam van de soort is voor het eerst geldig gepubliceerd in 1956 door Menzies.